# Округ Полдинг (Охајо)
Полдинг (енгл. Paulding County) је округ у америчкој савезној држави Охајо.

## Демографија
По попису из 2010. године број становника је 19.614, што је 679 (-3,3%) становника мање него 2000. године.
| Група             | 2000.          | 2010.          |
| Белци             | 19.227 (94,7%) | 18.348 (93,5%) |
| Афроамериканци    | 194 (1,0%)     | 173 (0,9%)     |
| Азијати           | 31 (0,2%)      | 38 (0,2%)      |
| Хиспаноамериканци | 612 (3,0%)     | 838 (4,3%)     |
| Укупно            | 20.293         | 19.614         |